# ピョ・ヨンミョン
ピョ・ヨンミョン（Phyo Yong Myong、1989年11月26日 - ）は、北朝鮮平壌直轄市出身の女性フィギュアスケート選手（女子シングル・ペアスケーティング）。2006年トリノオリンピック北朝鮮代表。元パートナーはジョン・ヨンヒョク。

## 経歴
16歳の若さで、北朝鮮選手権を優勝したジョン・ヨンヒョクとペアを組み、2006年トリノオリンピックに出場する。なお、北朝鮮のペア選手がオリンピックに出場するのは、1992年のアルベールビルオリンピックに出場したコ・オクラン/キム・グヮンホ組以来、2組目のことである。
当初、ジョンは元々のパートナーであったソン・ミヒャンとオリンピックに出場する予定であったが、ソン・ミヒャンの演技が時代に合っていないことを理由に、急遽、ヨンミョンと組むことになった。
しかし、オリンピックではショートプログラムを最下位で終え、その後の練習でヨンミョンがジャンプのミスにより壁に激突し、病院に運ばれた為、フリーを棄権した。
2006年以降は、女子シングルに転向し、国内外の大会に出場している。

## 主な戦績

### シングル
| 大会/年            | 06-07 | 07-08 | 08-09 | 09-10 | 10-11 | 11-12 | 12-13 | 13-14 |
| ------------------ | ----- | ----- | ----- | ----- | ----- | ----- | ----- | ----- |
| 北朝鮮選手権       | 4     | 3     | 3     | 4     |       | 3     | 2     | 3     |
| JGPチェコスケート  |       |       | 30    |       |       |       |       |       |
| アジアフィギュア杯 |       |       |       |       |       |       | 5     |       |

#### 詳細
| 2012-2013 シーズン  |                                  |         |         |          |
| 開催日              | 大会名                           | SP      | FS      | 結果     |
| 2012年8月8日 - 12日 | 2012年アジアフィギュア杯（台北） | 5 35.64 | 6 67.48 | 5 103.12 |

| 2008-2009 シーズン |                                                      |          |          |         |
| 開催日             | 大会名                                               | SP       | FP       | 結果    |
| 2008年9月17日-21日 | ISUジュニアグランプリ チェコスケート（オストラヴァ） | 34 24.11 | 27 50.59 | 30 74.7 |

### ペア
| 大会/年          | 05-06 |
| ---------------- | ----- |
| 冬季オリンピック | 20    |

#### 詳細
| 2005-2006 シーズン |                    |          |    |      |
| 開催日             | 大会名             | SP       | FP | 結果 |
| 2006年2月10日-26日 | トリノオリンピック | 20 33.63 | -  | 棄権 |

## プログラム使用曲
| シーズン  | SP                                                | FS          |
| --------- | ------------------------------------------------- | ----------- |
| 2008-2009 | A Heavy Harvest on Chongsan Plain 曲：Kil Hak Kim | Sword Dance |